# Gmina Westfield (hrabstwo Fayette)

Położenie Gminy Westfield w hrabstwie Fayette

Gmina Westfield (ang. Westfield Township) – gmina w USA, w stanie Iowa, w hrabstwie Fayette. Według danych z 2000 roku gmina miała 393 mieszkańców, a jej powierzchnia wynosi 91,7 km².